# Резиденция Мирзачорбог
Резиденция Мирзачорбог (узб. Mirzachorbogʻ qarorgohi: построен в 1900—1905 годах) — дворец, построенный в Кармане эмиром Бухары, Сеид Абдулахад-хан. Он считался летней резиденцией последних эмиров города. Он расположен в северной части города Кармана, недалеко от реки Зарафшан, на пересечении улиц Амира Олимхана и Мирзачорбога в районе Кохнакурган. Из-за запустения и грабежей он превратился в руины. Факт того, что дворец находится в запущенном и заброшенном состоянии, неоднократно освещался в СМИ и социальных сетях, в ответ на что государственные органы делали официальные заявления о том, что реставрация дворца включена в государственную программу, но на самом деле задача не была выполнена. .
Резиденция Мирзачорбога находится под де юре государственной защитой, но фактически заброшена.

## Строительство
При выборе места для строительства здания резиденции учитывались несколько факторов, таких как:  свежий воздух у реки Зарафшан,  почвы для создания сада, прохладный  ветер с горного хребта Нурота .

### Инженеры
К строительству резиденции Мирзачорбога был привлечен Абдурахим Газгони, а дворец был украшен ганчем и резьбой мастера Ширином Мурадовым. В строительстве приняли участие Наджор Тора из Карманы, мастер Латиф, мастер Дост, мастер Султан Кори. Кроме того, в строительстве дворца приняли участие около тысячи ремесленников.

## Архитектура
Дворец был перестроен в основном в деревянно-кирпичном стиле. Конструктивно он разделен на две части. Первая часть представляет собой здание размером 6х20 м и высотой 11 м, состоящее из двухкомнатного зала и гостиницы на 15 мест. В верхней части коридора располагалась болохана. Интерьер обоих помещений украшен резьбой и росписью. По обеим сторонам гостиницы были построены большой арочный михраб и арки. Верхние части северной и южной стен комнаты имеют по четыре арки. Восемь окон здания выполнены в европейском стиле, а их верхняя часть сделана в виде колокола. Вход в здание осуществляется с северной стороны через две двери. Двери украшены резьбой.
К западу от гостиницы расположено еще одно здание на десять номеров. В архитектурном отношении оно выглядит несколько простовато. Фундамент здания был восстановлен на 1 м из 25 рядов кирпича 28х28х4. Кирпичи 26-го ряда укладывались вертикально, с учетом их сейсмостойкости. Синхроны и завары уложены в форме многоугольника, их края скрыты от глаз. Интерьер помещений здания оформлен в восточном стиле. На краю платформы на поверхности двора находился 9-12-метровый колодец, который впоследствии был засыпан.

## Государство
В 1942-1943 гг. дворец использовался как казармы для польских солдат. После войны в нем размещалась колхозная контора. С 1960-х по 1974-1975 гг. он был кокошником.
Указом Президента Республики Узбекистан, подписанным 27 мая 1999 года, было предписано в двухмесячный срок разработать программу реконструкции резиденции Мирзачорбога, а также ряда исторических объектов в Кармане.
В 2009 году планировалось начать реконструкцию дворца, но фактически ничего не было сделано.
13 мая 2020 года государственное учреждение "Служба заказчика по строительству, реконструкции, капитальному и текущему ремонту объектов" при Министерстве культуры Республики Узбекистан подало на сайт государственных закупок заявку на разработку проектно-сметной документации на ремонт резиденции Мирзачорбога, а также ряда исторических объектов в Узбекистане был объявлен конкурс.
Еще в 2021 г. состояние резиденции было освещено в социальных сетях, а официальные организации подверглись резкой критике со стороны пользователей социальных сетей. После этого Главное управление туризма и спорта Навоийской области объявило, что реконструкция резиденции Мирзачорбога включена в программу 2021 года, и на эти работы выделено 3,1 млрд. сумов. объявило, что она разделена.
Сегодня резиденция Мирзачорбога сохранилась в руинах. Двор дворца утрачен, колодец засыпан, часть дворца разрушена и превратилась в сплошные руины. В 2017-2018 годах, когда в народе распространился слух о том, что "в резиденции Мирзачорбога найден сундук с золотом", местные жители разрушили стену и ганчкорные узоры резиденции, раскопали старое тронное место, разрушили входную лестницу в комнаты и искали под ней золото.
В апреле 2019 г. рухнул деревянный реечный фундамент зала ожидания дворца (он провисел четыре месяца). На месте обрушения остались только фрагменты узора. Толстые деревянные столбы и балки, двери и окна из ценных пород кедра и ореха с резными узорами были вывезены местными жителями.
Ветхое состояние дворца в разные годы освещалось в прессе, но в практическое пользование он так и не был введен. Даже территория, на которой расположен дворец, не огорожена для охраны.

## Галерея

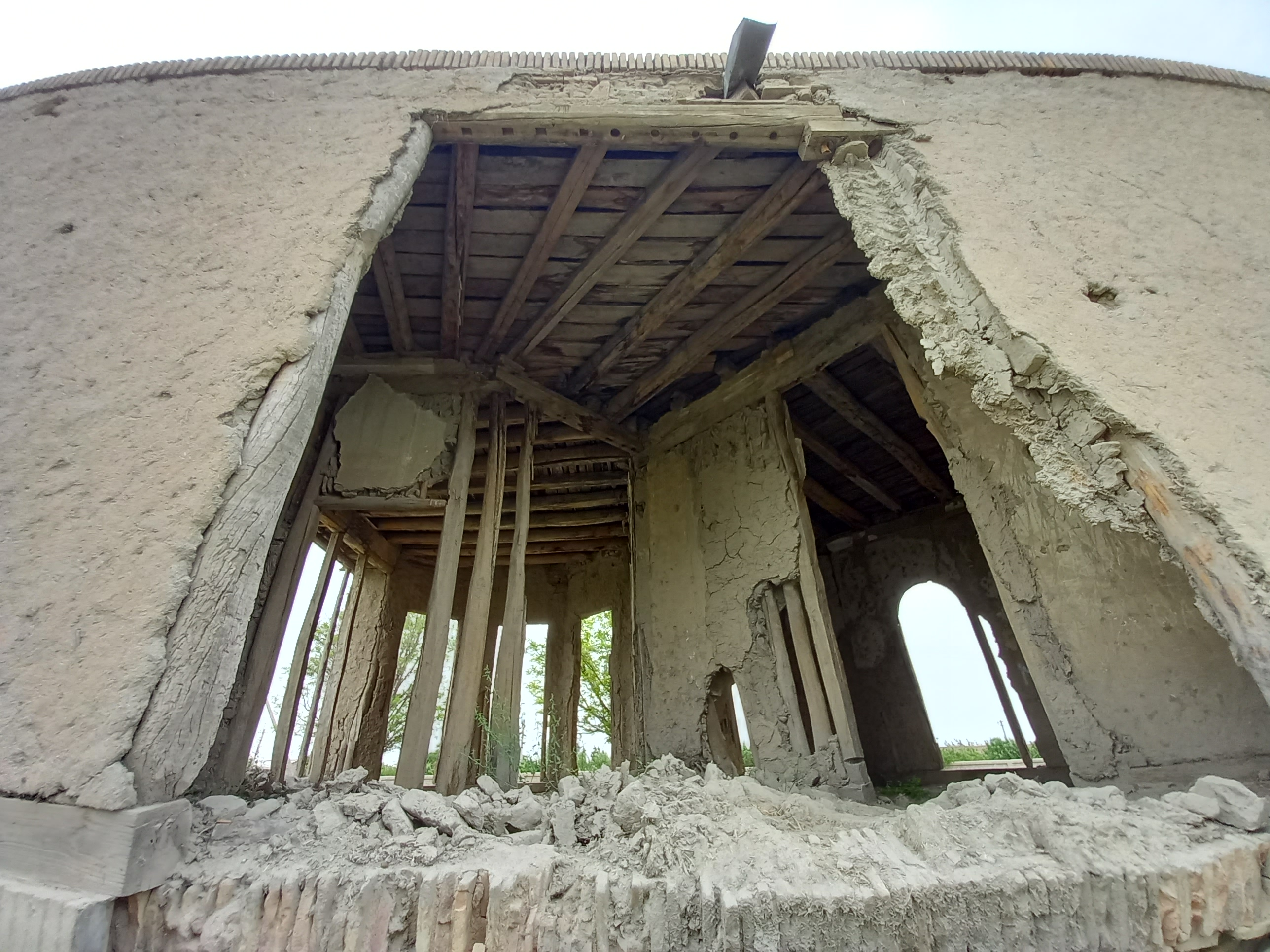
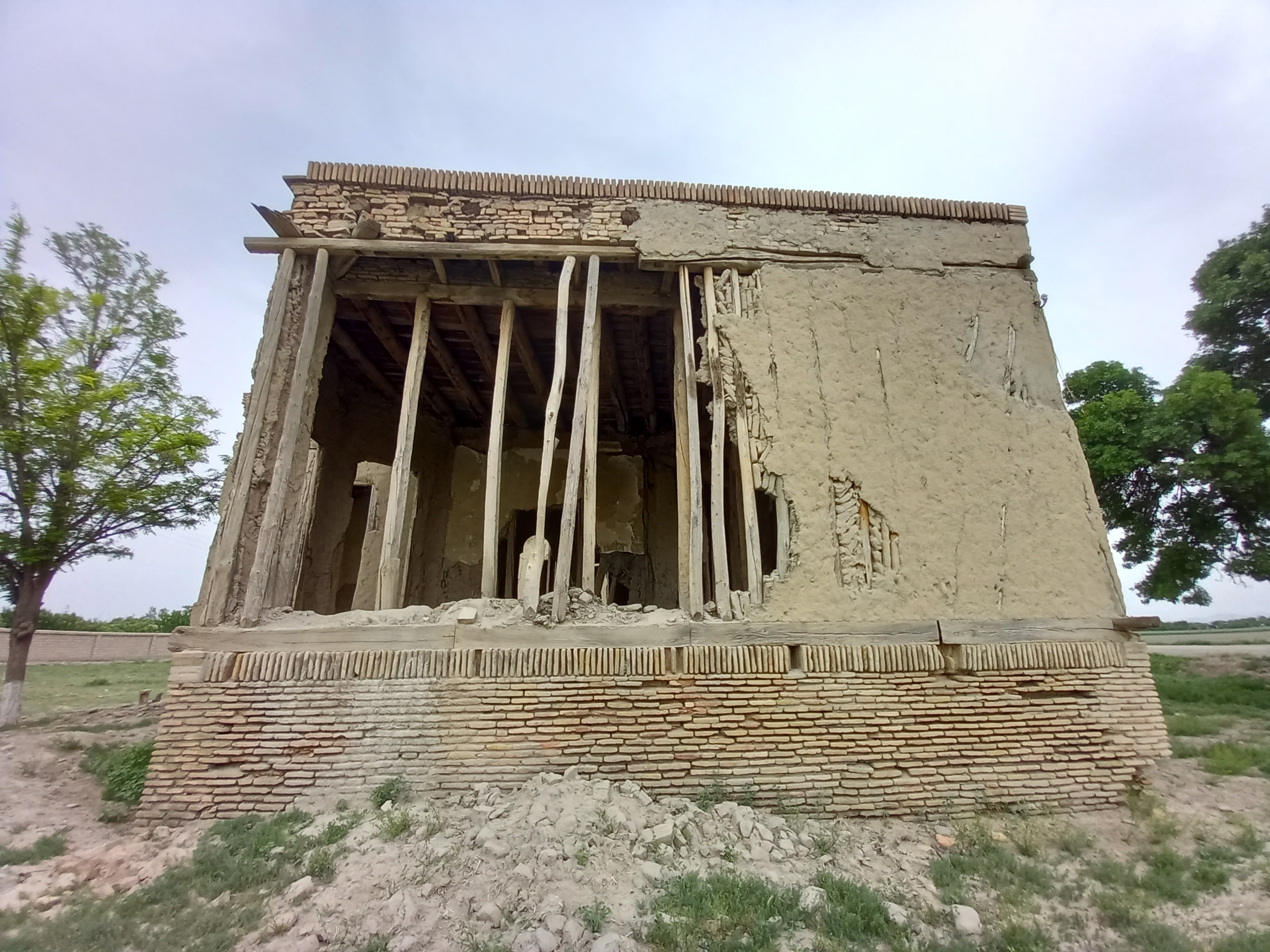
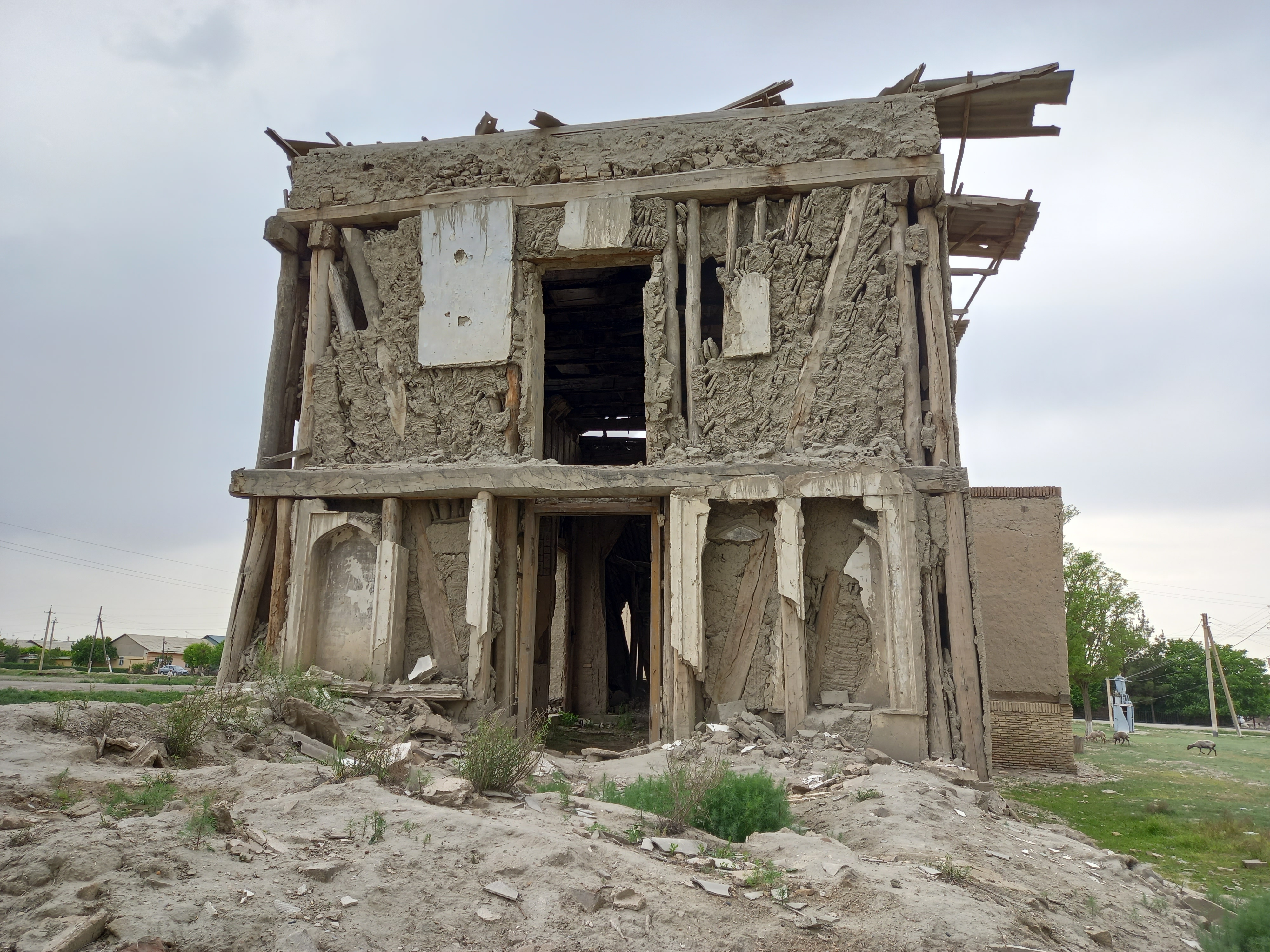
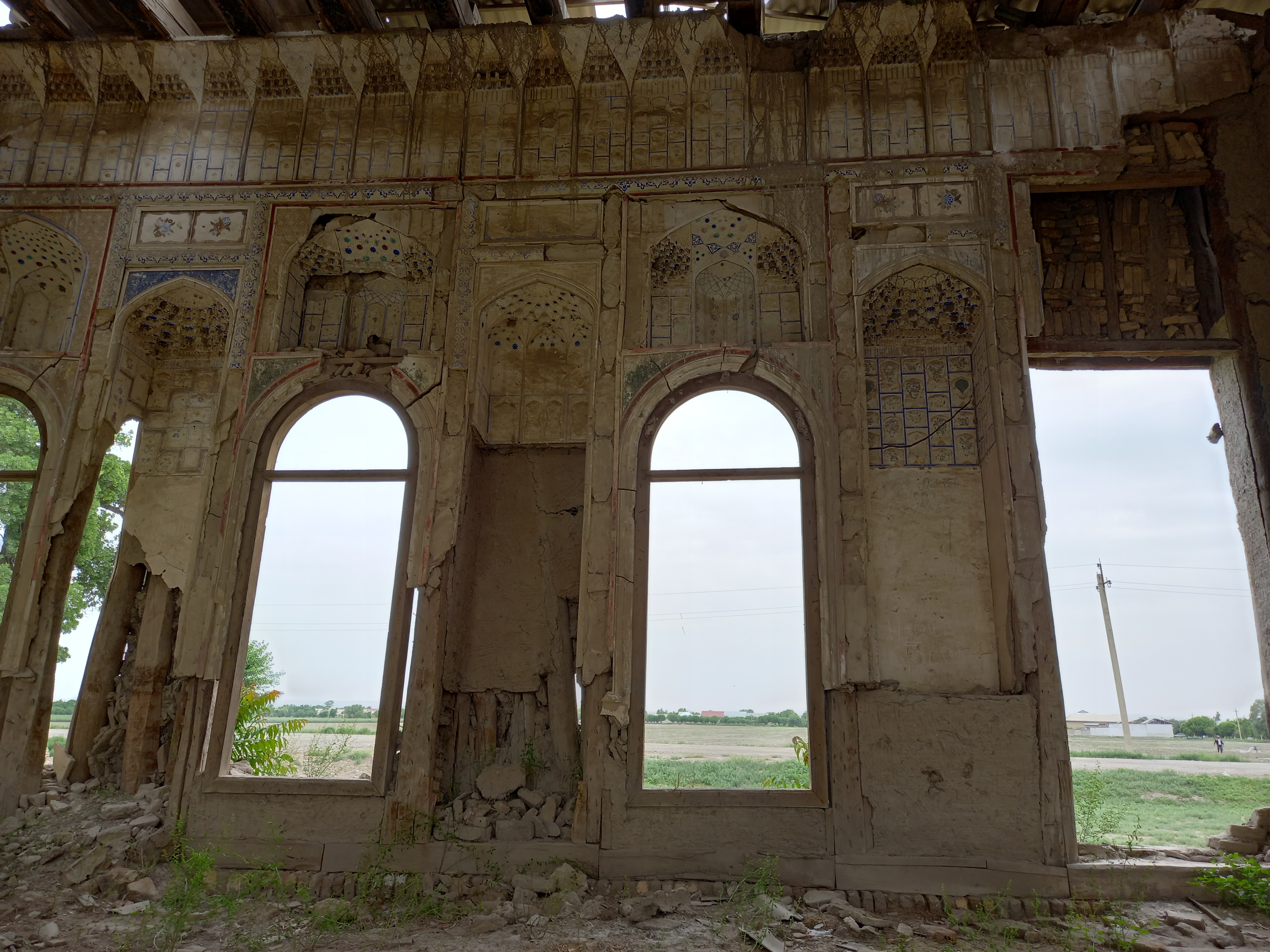
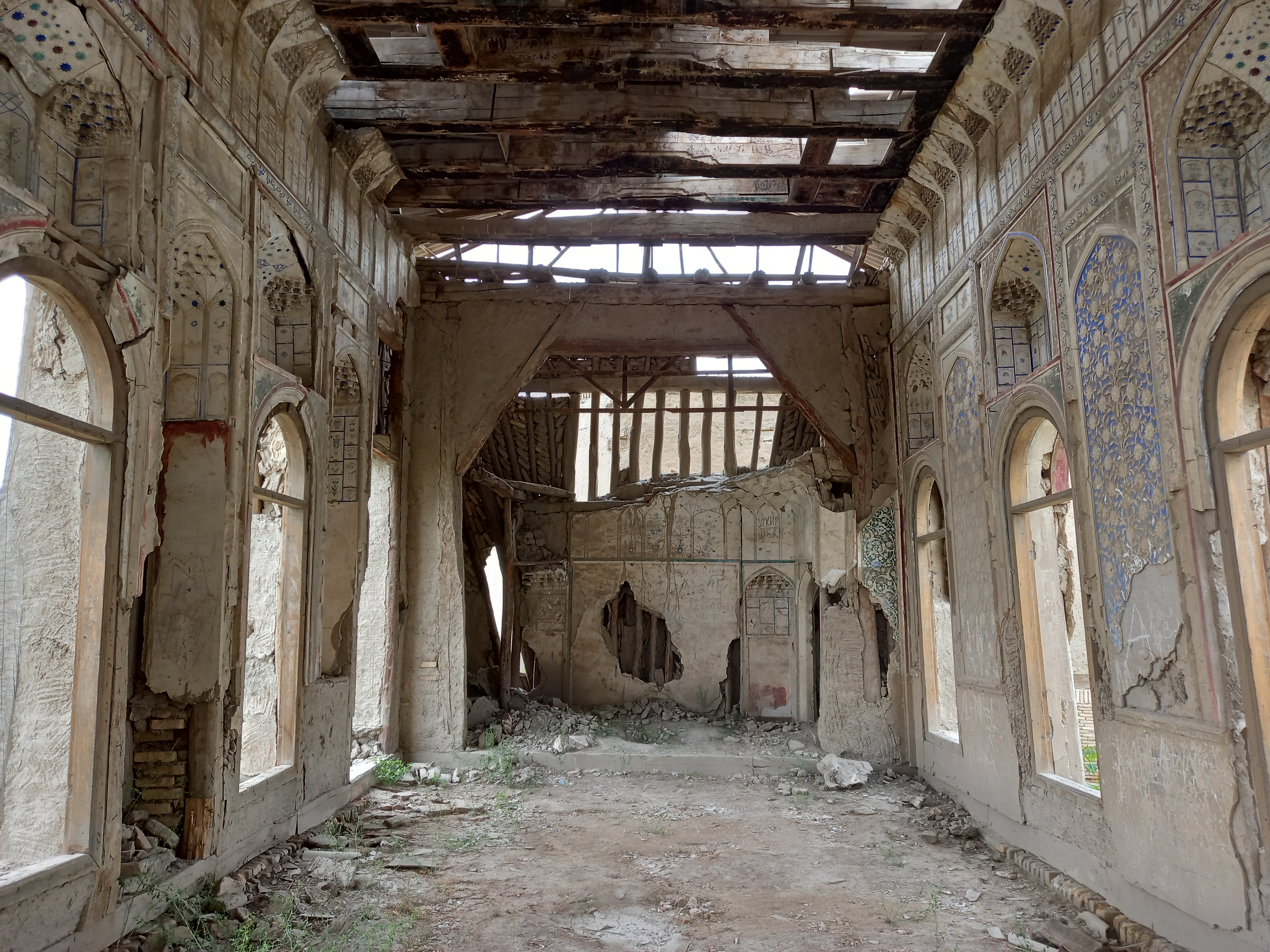
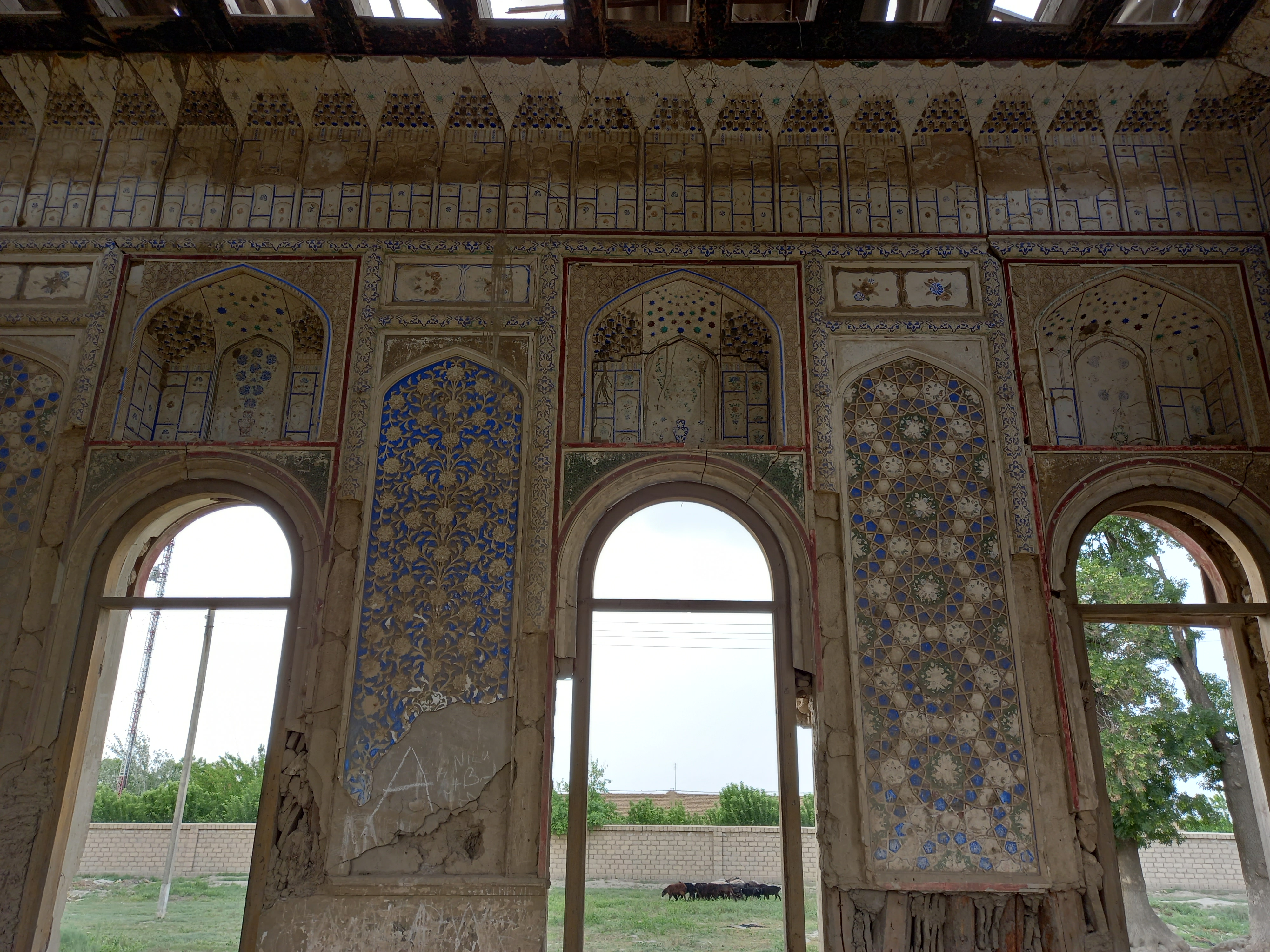
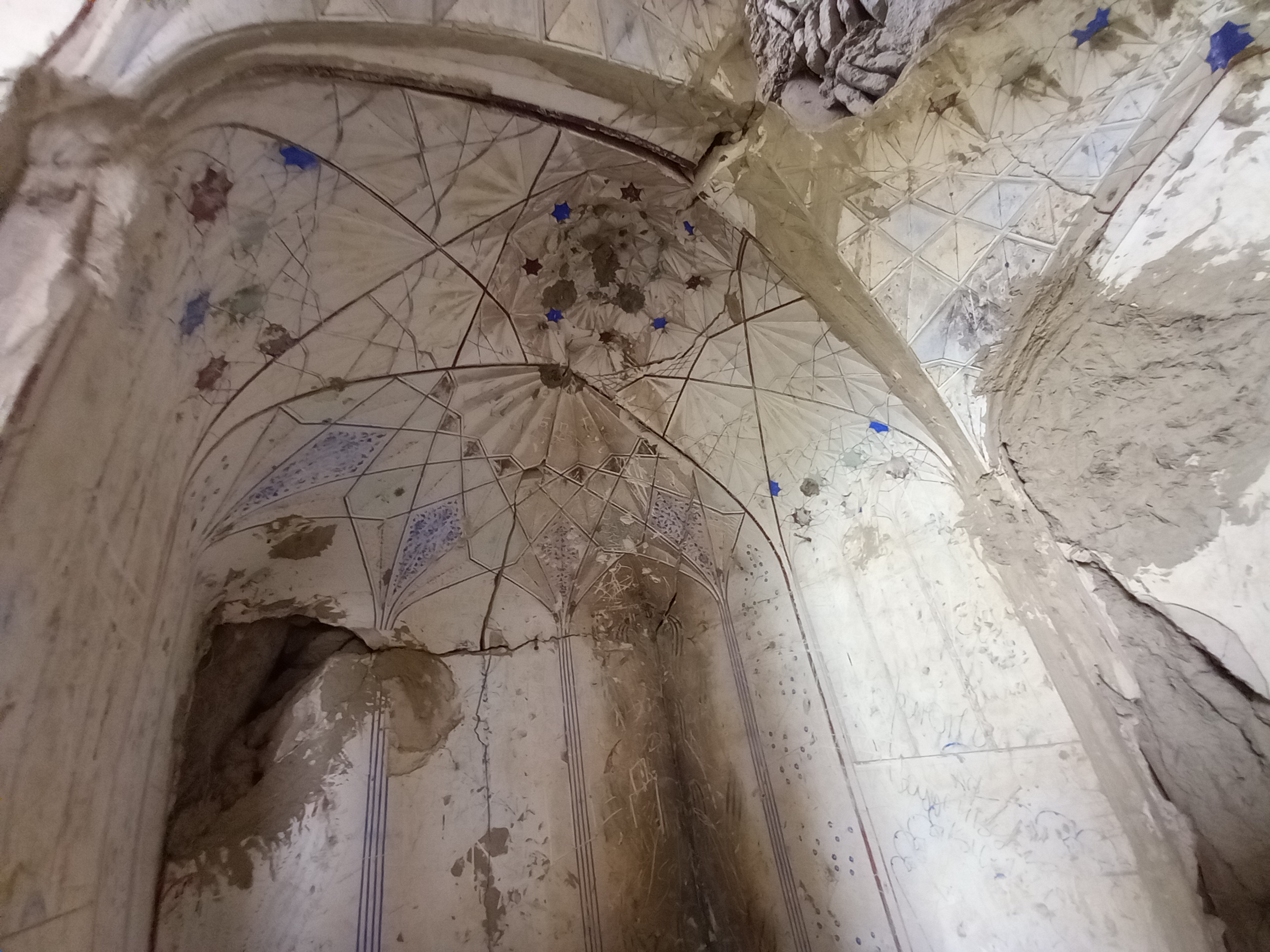
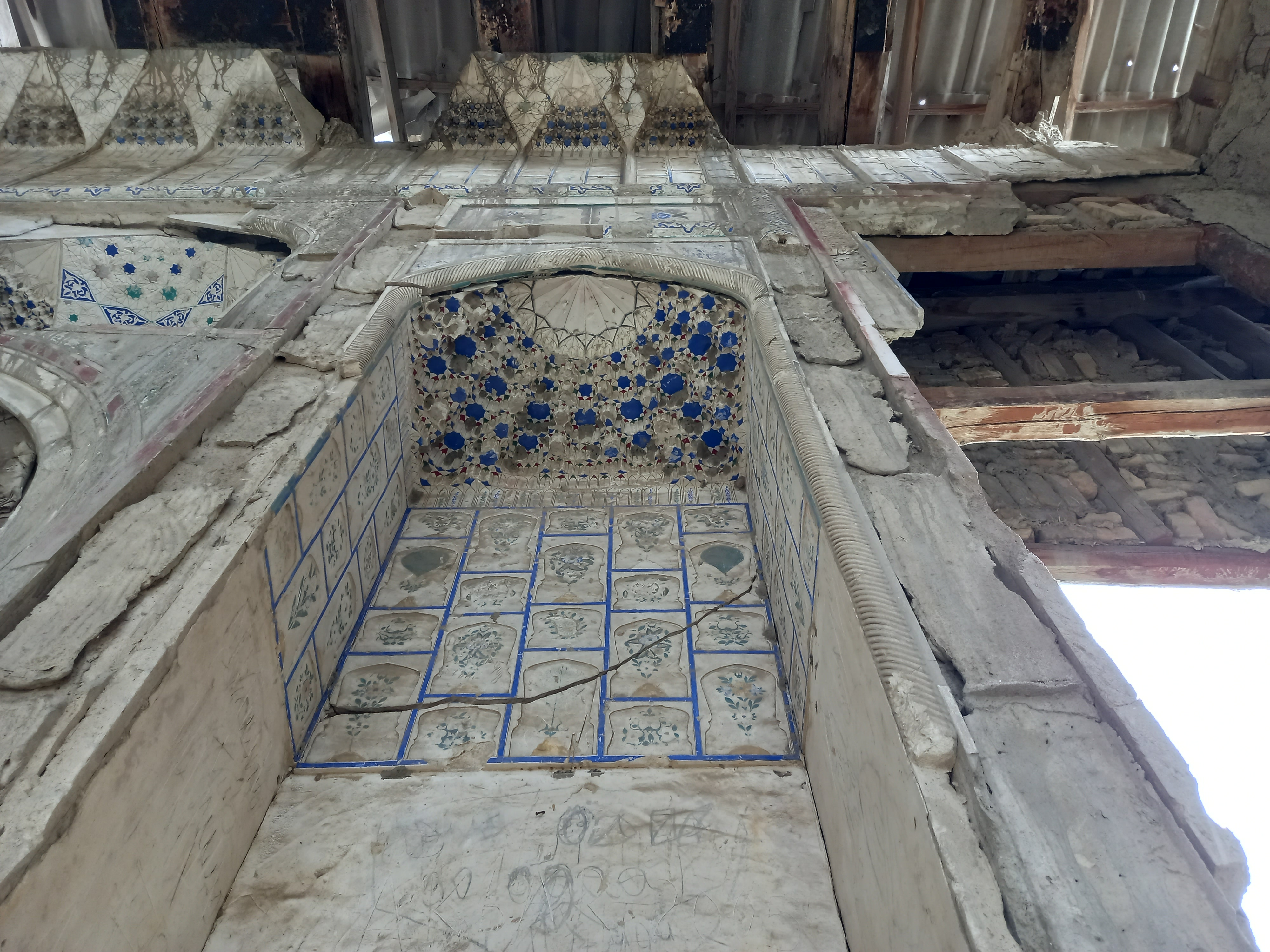